# Долуо
Долуо, Dholuo, также известен как луо — язык нилотской семьи нило-сахарской макросемьи. Распространён в местах проживания народности луо в Кении и Танзании. Число носителей — около 3 млн, населяют восточное побережье озера Виктория и области к югу от данного озера. Язык используется в радиопередачах Kenya Broadcasting Corporation (KBC), бывшего «Голоса Кении», а также Radio Ramogi.
Язык луо не следует путать с другим нилотским языком — языком луво (Судан); кроме того, близкородственные к долуо языки угандийский ланго и ачоли также имеют альтернативные названия лво и лвоо.

## Фонология

### Фонемы
В языке долуо имеется две серии из пяти гласных, различающихся по степени заднеязычности ([+/-ATR].
| .       | Передний ряд | Средний ряд | Задний ряд |
| ------- | ------------ | ----------- | ---------- |
| Верхние | ɪ            |             | ʊ          |
| Средние | ɛ            |             | ɔ          |
| Нижние  |              | ɐ           |            |

| .       | Передний ряд | Средний ряд | Задний ряд |
| ------- | ------------ | ----------- | ---------- |
| Верхние | i            |             | u          |
| Средние | e            |             | o          |
| Нижние  |              | a           |            |

В приведенной ниже таблице согласных орфографические символы даны в скобках, если они отличаются от символов МФА. Особо нужно отметить следующее: использование знака ‘y’ для звука (j) согласно МФА является общераспространённым в африканской орфографии; 'th, dh' являются взрывными, а не фрикативными, в отличие от суахили (однако фонема /d̪/ может стать фрикативной между гласными). Когда символы представлены парами, правый символ соответствует звонкому согласному.
| .                          | лабиальные | дентальные     | альвеолярные | палатальные   | велярные | глоттальные |
| -------------------------- | ---------- | -------------- | ------------ | ------------- | -------- | ----------- |
| взрывные                   | p; b       | t̪ (th); d̪ (dh) | t; d         | c (ch); ɟ (j) | k; g     |             |
| спиранты                   | f          |                | s            |               |          | h           |
| носовые                    | m          |                | n            | ɲ (ny)        | ŋ (ng')  |             |
| преназализованные взрывные | mb         |                | nd           | ɲɟ (nj)       | ŋg (ng)  |             |
| дрожащие                   |            |                | r            |               |          |             |
| аппроксиманты              | w          |                | l            | j (y)         |          |             |

### Тон
Долуо — тоновый язык. Существует как лексический тон (бессистемные тоновые различия между отдельными словами), так и грамматический тон (закономерные изменения тона для передачи грамматических категорий), например, для образования пассивных глаголов.

### Гармония и долгота гласных
Имеется гармония гласных по степени заднеязычности (см. выше), которая распространяется также на полугласные /w, y/. Долгота гласных — контрастивная.

## Грамматика (краткие сведения)
Язык долуо характеризуется сложными фонетическими чередованиями, которые используются, в частности, для различения неотчуждаемой принадлежности от отчуждаемой.
Пример 1, когда кость не является частью собаки: cogo guok (дословно — «кость — собака») означает «кость собаки», то есть та кость, которую собака грызёт.
Пример 2, когда кость является частью коровы: cok dhiang' (дословно — «кость (сопряжённое состояние) + корова» означает «кость коровы», то есть кость внутри тела коровы.

## Письменность
| Алфавит долуо | Алфавит долуо | Алфавит долуо | Алфавит долуо | Алфавит долуо | Алфавит долуо | Алфавит долуо | Алфавит долуо | Алфавит долуо | Алфавит долуо | Алфавит долуо | Алфавит долуо | Алфавит долуо | Алфавит долуо | Алфавит долуо | Алфавит долуо | Алфавит долуо | Алфавит долуо | Алфавит долуо | Алфавит долуо | Алфавит долуо | Алфавит долуо | Алфавит долуо | Алфавит долуо | Алфавит долуо | Алфавит долуо | Алфавит долуо | Алфавит долуо | Алфавит долуо | Алфавит долуо | Алфавит долуо |
| ------------- | ------------- | ------------- | ------------- | ------------- | ------------- | ------------- | ------------- | ------------- | ------------- | ------------- | ------------- | ------------- | ------------- | ------------- | ------------- | ------------- | ------------- | ------------- | ------------- | ------------- | ------------- | ------------- | ------------- | ------------- | ------------- | ------------- | ------------- | ------------- | ------------- | ------------- |
| A             | B             | Ch            | D             | Dh            | E             | F             | G             | H             | I             | J             | K             | L             | M             | Mb            | N             | Nd            | Ndh           | Ng            | N’g           | Nj            | Ny            | O             | P             | R             | S             | T             | Th            | U             | W             | Y             |
| a             | b             | ch            | d             | dh            | e             | f             | g             | h             | i             | j             | k             | l             | m             | mb            | n             | nd            | ndh           | ng            | n’g           | nj            | ny            | o             | p             | r             | s             | t             | th            | u             | w             | y             |